# Veliki Jadrč
Veliki Jadrč – wieś w Chorwacji, w żupanii primorsko-gorskiej, w mieście Vrbovsko. W 2011 roku liczyła 73 mieszkańców.